# Selgros
Selgros este un retailer european de tip Cash&Carry, deținut de holdingul elvețian TransGourmet.
Selgros deține 91 de magazine, din care 38 în Germania, 23 în România, 19 în Polonia și 11 în Rusia.

## Selgros în România
Compania a intrat pe piața din România în anul 2001 prin deschiderea primului magazin în Brașov, unde se află și sediul administrației centrale.
Selgros Cash & Carry SRL este o societate a grupului TransGourmet, controlat astăzi integral de compania Coop Elveția, Selgros deținând în prezent 91 de magazine, 43 în Germania, 17 în Polonia, 9 în Rusia și 23 în România. TransGourmet acționează în domeniul B2B-Foodservice în Germania, Elveția, Franța, Polonia, România, Rusia și Austria. 
Holdingul TransGourmet este astăzi controlat 100% de compania Coop Elveția, una din cele două mari cooperative elvețiene care deține diverse capacități de producție, terenuri agricole și lanțul de magazine Coop.
TransGourmet Holding SE acționează în domeniul B2B-Foodservice în Germania, Elveția, Franța, Polonia, România și Rusia.
Compania germano-elvețiană are peste 22.600 de angajați și a realizat o cifră de afaceri în anul 2010 de aproximativ 6,2 miliarde Euro. TransGourmet Holding S.E. este, din punctul de vedere al cifrei de afaceri, a doua societate Cash & Carry și de Foodservice din Europa.
În iunie 2015, Selgros opera o rețea de 19 magazine la nivel național.
Cifra de afaceri:
- 2011: 780 milioane euro[5]
- 2010: 764 milioane euro[5]
- 2008: 860 milioane euro[6]
- 2007: 821,4 milioane euro[2]
- 2006: 611,8 milioane euro[7]